# Radioåret 1987

## Händelser

### Januari
- 29 januari - Kaj Karlholm sänder sina sista TT-nyheter efter 25 år.[1]

### Oktober
- 18 oktober - Sveriges Radio firar Dagens Ekos 50-årsjubileum med öppet hus.[1]

### November
- 11 november - Sveriges Radios P4 startar, till en början främst med lokalradio.[2]

## Radioprogram

### Sveriges Radio
- 1 februari – SR P1:s Dagens dikt firar 50-årsjubileum.[1]
- Hösten - Premiär för Efter tre. Ulf Elfving blir förste programledaren.
- 1 december - Årets julkalender är Skor-Sten i den tidlösa tiden.[3]

## Födda
- 14 juli - Emma Knyckare, svensk programledare.
- 14 november - Nour El Refai, svensk programledare.
- 3 december - Soran Ismail, svensk programledare.

## Avlidna
- 25 oktober – Sven Jerstedt, 81, svensk radiomedarbetare.[1]

### Fotnoter
1. 1 2 3 4   Horisont 1987. Bertmarks
2. ↑  ”Radio- och ljudhistoria - Om Sveriges Radio”. Sverigesradio.se. http://sverigesradio.se/sida/artikel.aspx?programid=3113&artikel=4362296. Läst 10 juni 2013.
3. ↑  ”1987, Skor-Sten i den tidlösa tiden”. Sveriges Radio. http://sverigesradio.se/barn/julkalendrar/1987.stm. Läst 31 augusti 2015.